# NOS4A2
NOS4A2 – amerykański serial telewizyjny (dramat, horror) wyprodukowany przez  O’Brien Construction, The Tornante Company oraz AMC Studio, który jest luźną adaptacją powieści NOS4A2 autorstwa  Joego Hilla. Serial jest emitowany od 2 czerwca 2019 roku przez AMC.
W Polsce serial jest emitowany od 9 stycznia 2020 roku przez AMC Polska.

## Fabuła
Serial skupia się na Victorii McQueen, która może podróżować w przestrzeni. Podczas jednej z podróży spotka Charliego Manxa, który porywa dzieci swoim samochodem o rejestracji NOS4A2. Victoria będzie musiała ponownie z nim walczyć, aby ocalić swojego syna.

## Obsada

### Główna
- Ashleigh Cummings jako Vic McQueen[3]
- Olafur Darri Olafsson jako Bing Partridge[4]
- Jahkara J. Smith jako Maggie Leigh[5]
- Ebon Moss-Bachrach jako Chris McQueen[4]
- Virginia Kull jako Linda McQueen[4]
- Zachary Quinto jako Charlie Manx[3]

### Role drugoplanowe
- Rarmian Newton jako Drew Butler
- Darby Camp jako Haley Smith

## Odcinki
| Sezon | Odcinki | Oryginalna emisja w AMC | Oryginalna emisja w AMC |
| Sezon | Odcinki | Premiera sezonu         | Finał sezonu            |
| ----- | ------- | ----------------------- | ----------------------- |
| 1     | 10      | 2 czerwca 2019          | 28 lipca 2019           |
| 2     | 10      | 21 czerwca 2020         | 23 sierpnia 2020        |

### Sezon 1 (2019)
| Nr | Tytuł                          | Reżyseria         | Scenariusz         | Premiera w AMC  |
| -- | ------------------------------ | ----------------- | ------------------ | --------------- |
| 1  | The Shorter Way                | Kari Skogland     | Jami O’Brien       | 2 czerwca 2019  |
| 2  | The Graveyard of What Might Be | Kari Skogland     | Mark Richard       | 9 czerwca 2019  |
| 3  | The Gas Mask Man               | John Shiban       | Marcus Gardley     | 16 czerwca 2019 |
| 4  | The House of Sleep             | John Shiban       | Megan Mostyn-Brown | 23 czerwca 2019 |
| 5  | The Wraith                     | Tim Southam       | Lucy Thurber       | 30 czerwca 2019 |
| 6  | The Dark Tunnels               | Tim Southam       | Thomas Brady       | 7 lipca 2019    |
| 7  | Scissors for the Drifter       | Jeremy Webb       | Jami O’Brien       | 14 lipca 2019   |
| 8  | Parnassus                      | Jeremy Webb Megan | Mostyn-Brown       | 21 lipca 2019   |
| 9  | Sleigh House                   | Hanelle Culpepper | Thomas Brady       | 28 lipca 2019   |
| 10 | Gunbarrel                      | Stefan Schwartz   | Jami O’Brien       | 28 lipca 2019   |

## Produkcja
11 kwietnia 2018 roku  stacja  AMC zamówiła pierwszy sezon serialu.
Pod koniec czerwca 2018 roku poinformowano, że Olafur Darri Olafsson, Virginia Kull i Ebon Moss-Bachrach dołączyli do obsady horroru.W kolejnym miesiącu ogłoszono, że Jahkara J. Smith otrzymała rolę jako Maggie Leigh. We wrześniu 2018 roku obsada serialu powiększyła się o Ashleigha Cummingsa i  Zacharego Quinto.
21 lipca 2019 roku stacja  AMC przedłużyła serial o drugi sezon.